# L’Abergement-de-Varey
L’Abergement-de-Varey település Franciaországban, Ain megyében. Lakosainak száma 273 fő (2022. január 1.). L’Abergement-de-Varey Ambronay, Boyeux-Saint-Jérôme, Jujurieux, Nivollet-Montgriffon, Saint-Jean-le-Vieux és Saint-Rambert-en-Bugey községekkel határos.

## Népesség
A település népességének változása:
| Lakosok száma | 88   | 136  | 168  | 198  | 234  | 241  | 248  | 253  | 262  | 273  |
|               | 1968 | 1982 | 1999 | 2006 | 2011 | 2015 | 2017 | 2018 | 2020 | 2022 |